# Mujer joven con vestido de baile
Mujer joven con vestido de baile (en el original, Jeune femme en toilette de bal) es una obra de la pintora francesa Berthe Morisot, creada en 1879 y conservada en el Museo  de Orsay de París.

## Historia y descripción
En esta obra, Morisot se aleja de los cánones del retrato oficial para buscar soluciones nuevas y diferentes, más cercanas a la sensibilidad que se instauraba en aquellos años. La obra, de hecho, retrata a una joven y atractiva dama ataviada con un elegante vestido de baile de textura sedosa. Mientras que los retratos académicos exaltaban o realzaban el estatus social del retratado, Morisot prefiere captar la mirada atenta y curiosa de la debutante, vuelta hacia algo que transcurre más allá del encuadre pictórico, a su derecha. De este modo, la obra se distingue por su vivacidad y su fluida libertad, y la impresión resultante es la de una gran inmediatez, casi como una instantánea fotográfica.
Además, la joven se sumerge con un deje de timidez en la frondosa vegetación que la rodea, cuyos tonos verdosos se reflejan incluso en su vestido: esta atrevida elección cromática declara abiertamente la influencia de los impresionistas. Por ello, cuando se exhibió en la quinta exposición impresionista en 1880, la obra despertó la gran admiración del crítico Charles Ephrussi, quien escribió la siguiente reseña en la Gazette des Beaux-Arts:

La señora Berthe Morisot es francesa por refinamiento, elegancia, alegría e indiferencia; tiene una predilección por la pintura alegre y turbulenta; desmenuza pétalos de flores en su paleta y luego los dispone sobre el lienzo en pinceladas ingeniosas, sopladas, lanzadas un poco al azar, que armonizan, combinan y terminan produciendo algo refinado, intenso y fascinante.
Charles Eprussi

Mme Berthe Morisot est française par la distinction, l'élégance, la gaieté, l'insouciance; elle aime la peinture réjouissante et remuante; elle broie sur sa palette des pétales de fleurs, pour les étaler ensuite sur la toile en touches spirituelles, soufflées, jetées un peu au hasard, qui s'accordent, se combinent et finissent par produire quelque chose de fin, de vif et de charmant.

La fama de Morisot había llegado también más allá de los Alpes, tanto que la pintora vendió inmediatamente la Joven con vestido de baile al artista italiano Giuseppe De Nittis, relacionado entre otras cosas con el ámbito de los impresionistas (incluso estuvo presente en la primera exposición de 1874). El cuadro fue adquirido posteriormente por Theodore Duret, periodista y activista político, y tras otros traslados llegó a su ubicación actual en 1986, con el traslado al Museo de Orsay, donde aún se encuentra con el número de inventario RF 843.